# Pepi Merisio
Giuseppe Merisio, známý jako Pepi Merisio (1931 Caravaggio – 3. února 2021 Bergamo) byl italský fotograf.

## Životopis
Během své kariéry byl Merisio jedním z nejprestižnějších fotografů v Itálii. Stal se známým v padesátých letech díky svým příspěvkům do Famiglia Cristiana, Stern a Paris Match. Oficiálně se stal profesionálním fotografem v roce 1962, kdy začal spolupracovat s Epocou a pracoval s papežem Pavlem VI. v segmentu Una giornata col Papa.
V roce 1979 Merisio pořídil sérii černobílých fotografií, které se později staly součástí sbírky Polaroid v Bostonu. V roce 1988 byl nominován italskou fotografickou společností Federazione italiana associazioni fotografiche na titul mistra italské fotografie a o devět let později umělci vydala monografii. V roce 1989 reprezentoval po boku Gianni Berenga Gardina Itálii u 75. výročí Leica.
Pepi Merisio zemřel v Bergamu dne 3. února 2021 ve věku 90 let.